# Stanisław Idzior
Stanisław Idzior (ur. 29 kwietnia 1906 w Śliwnikach, zm. 21 sierpnia 1954 w Poznaniu) – polski działacz związkowy i polityk chadecki, w latach 40. jeden z liderów i sekretarz generalny Stronnictwa Pracy.

## Życiorys
Urodził się w rodzinie późniejszego powstańca wielkopolskiego (Józefa Idziora - dowódcy: kompanii skalmierzyckiej). W 1926 wstąpił do Narodowej Partii Robotniczej, pracował jako urzędnik w Urzędzie Miejskim w Ostrowie Wielkopolskim. Był sekretarzem koła miejskiego Związku Pracowników Samorządowych. W 1937 wstąpił do Stronnictwa Pracy. Rok później znalazł się w Gnieźnie, gdzie był sekretarzem okręgu Związku Robotników i Rzemieślników ZZP. W 1942 aresztowany przez Niemców i więziony w Poznaniu i Berlinie. Po powrocie do kraju w 1945 został sekretarzem wojewódzkim SP. Zasiadał w Wojewódzkiej Radzie Narodowej w Poznaniu. Był członkiem Zarządu Okręgowego Polskiego Związku Zachodniego. W 1946 został wybrany II sekretarzem Zarządu Głównego SP, a później jego sekretarzem generalnym. Nie uzyskał mandatu posła w wyborach parlamentarnych w 1947.